# Rabiea comptonii
Rabiea comptonii är en isörtsväxtart som först beskrevs av L. Bol., och fick sitt nu gällande namn av L. Bol. Rabiea comptonii ingår i släktet Rabiea och familjen isörtsväxter. Inga underarter finns listade i Catalogue of Life.